# Minabe (Wakayama)
Minabe (jap. みなべ町, -chō) ist eine Gemeinde im Landkreis Hidaka in der japanischen Präfektur Wakayama.

## Geschichte
Am 1. Oktober 2004 schlossen sich die Gemeinde Minabe (南部町, -chō) und das Dorf Minabegawa (南部川村, -mura) zur neuen Gemeinde Minabe (みなべ町, -chō) zusammen.

## Nankō-Ume
Die Stadt ist berühmt für die sogenannte Nankō-Ume (南高梅), eine besondere Art von Umeboshi. Die Nankō-Ume wurde von einem Lehrer der Minabe-Oberschule (Minabe Kōkō) erfunden. Der Name Nankō-Ume setzt sich aus dem ersten Kanji von Minabe (南, nan) und Oberschule (高, kō), sowie dem Wort für Pflaume (梅, ume) zusammen.

## Sehenswürdigkeiten
Es gibt zwei Shintō-Schreine, deren Schreinfeste beide Ende August/Anfang September stattfinden.

## Weblinks

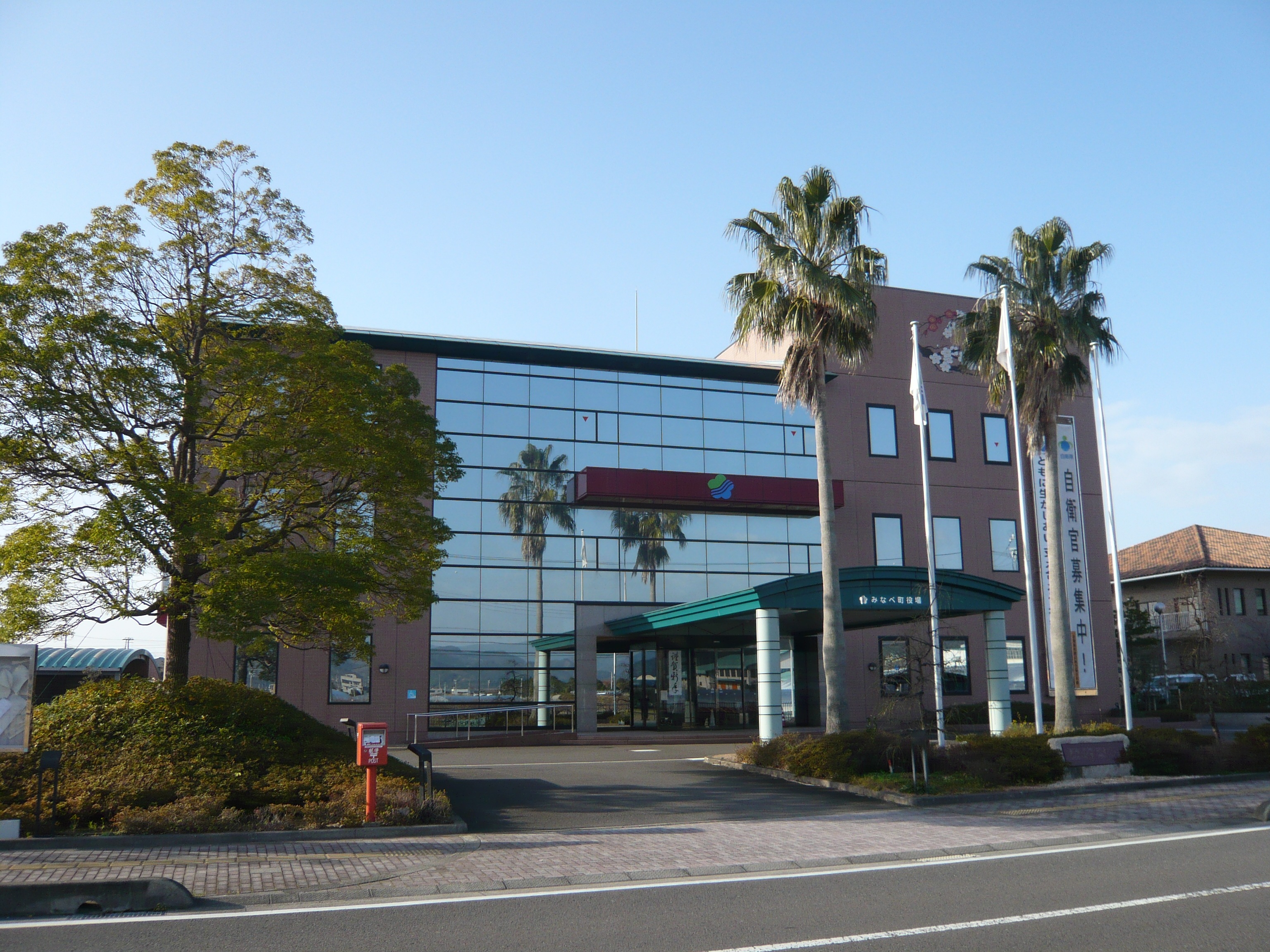
Rathaus von Minabe